# Keane (gruppo musicale)
I Keane sono un gruppo musicale rock alternativo britannico formatosi a Battle, East Sussex, nel 1997.
Il gruppo è formato dal pianista Tim Rice-Oxley, dal cantante Tom Chaplin, dal batterista Richard Hughes e dal bassista Jesse Quin. Fino al 2001 faceva parte del gruppo anche il chitarrista Dominic Scott.
La loro musica, rispetto a quella di altri gruppi inglesi come Coldplay e Travis, è caratterizzata dall'assenza di chitarre. I Keane infatti non hanno avuto un chitarrista da quando Scott abbandonò il gruppo nel luglio 2001 e, fino alla pubblicazione del terzo album Perfect Symmetry (2008), i loro pezzi si sono basati fondamentalmente sulla tastiera, che a volte sintetizza il suono della chitarra. È soprannominata per questo motivo "la band senza chitarra". Dalla sua nascita fino ad oggi, la band ha venduto più di 10 milioni di album in tutto il mondo.

## Storia del gruppo

### Primi anni

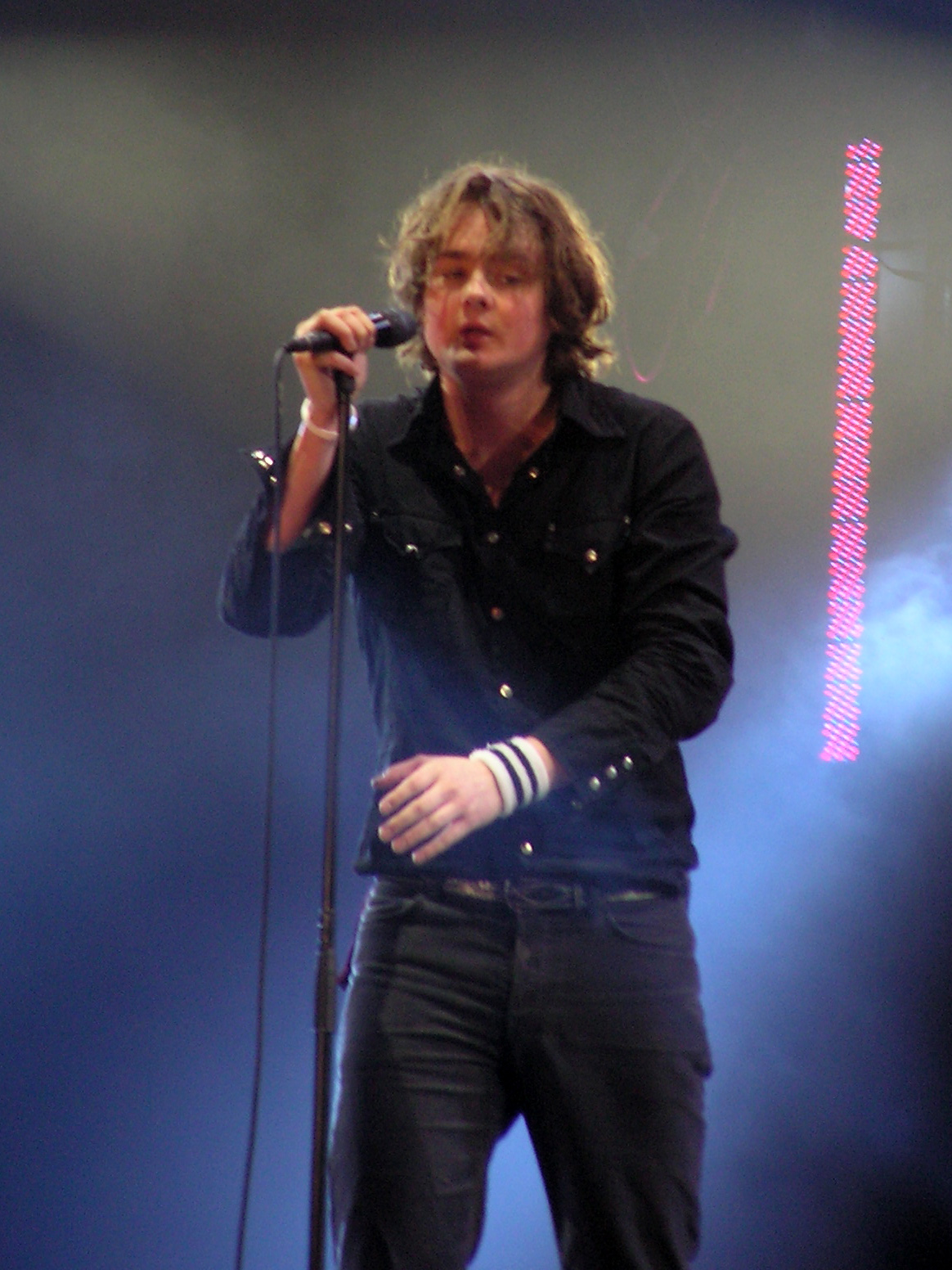
Tom Chaplin

Il fratellino di Tim Rice-Oxley, Tom, nasce nello stesso ospedale e nello stesso giorno di Tom Chaplin. Le due madri divennero così amiche e decisero di chiamare i loro figli con lo stesso nome; è così che Rice-Oxley e Chaplin iniziarono la loro lunga amicizia. David Chaplin, padre di Tom, era il preside della Vinehall School, frequentata sia da Rice-Oxley che da Chaplin, ed è qui che i due conobbero Richard Hughes. Insieme, i tre si scoprono amanti della musica (Tim iniziò a suonare il pianoforte), ma nessuno di loro pensava ancora ad una possibile carriera nel campo. Nel periodo del diploma (1988), Rice-Oxley e Hughes decisero di formare un gruppo, ma passarono diversi anni prima che il progetto diventasse realtà. Nel 1995, infatti, Rice-Oxley incontrò Scott, collega all'università di lettere classiche; insieme a lui e a Hughes, Rice-Oxley decise di formare un gruppo rock, denominato The Lotus Eaters. Il gruppo iniziò come cover band, suonando pezzi storici di gruppi come i Beatles, U2 e Oasis. Adam Tudhope, collega e amico di Rice-Oxley, diventò il manager del gruppo.
Nel frattempo, Chaplin lasciò Edimburgo, dove stava studiando storia dell'arte, per fare ritorno a Battle. Nel 1997, Chris Martin, cantante dei Coldplay, chiese a Rice-Oxley, suo collega all'università, di unirsi al suo gruppo, a quel tempo ancora agli inizi, ma quest'ultimo rifiutò. Chaplin si unì ai Lotus Eaters, inizialmente contro il volere di Hughes e Scott, i quali non gradivano il fatto che Rice-Oxley non fosse più il cantante. Nella primavera del 1997, Chaplin decise di cambiare il nome del gruppo in Cherry Keane, dal nome di un'amica di sua madre che si occupava di Chaplin e di Rice-Oxley da bambini. Ben presto il nome fu accorciato in Keane.
Il 13 luglio 1998, i Keane fecero il loro debutto dal vivo allo storico pub "Hope & Anchor", durante il quale venne presentato anche materiale proprio del gruppo, scritto in particolare da Rice-Oxley e da Scott. Tra il 1998 e il 1999, i Keane iniziarono ad esibirsi in molti locali di Londra.

### Primi singoli e l'abbandono di Dominic Scott (1999-2003)

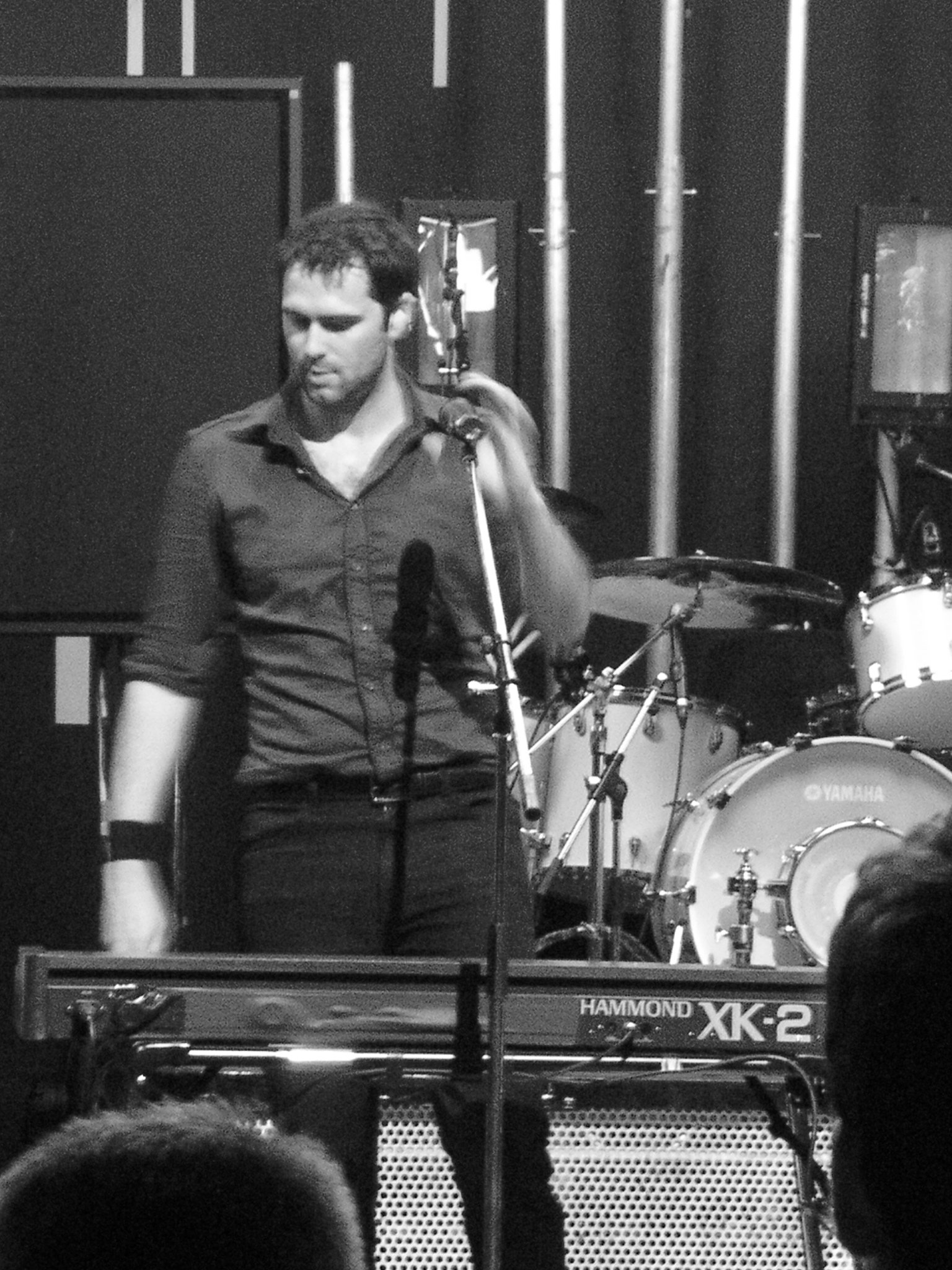
Tim Rice-Oxley

Alla fine del 1999 e senza un'etichetta discografica alle spalle, i Keane registrarono il loro primo singolo, intitolato Call Me What You Like e prodotto dalla Zoomorphic, etichetta discografica indipendente fondata dai Keane. Questo singolo fu venduto esclusivamente durante la serie di concerti tenuti nei locali inglesi nel febbraio 2000 e ad oggi si contano 500 copie vendute del singolo.
Nel giugno del 2001, la Zoomorphic pubblicò il secondo singolo Wolf at the Door, con una tiratura limitata a cinquanta copie. Il mese successivo Scott abbandonò i Keane per proseguire gli studi al London School of Economics and Political Science; attorno allo stesso periodo i tre musicisti rimasti furono invitati dal produttore James Sanger nei suoi studi a Les Essarts, in Francia, nel quale hanno realizzato nuovi brani da sonorità più vicine alla musica elettronica e d'ambiente.
Il 2002 fu un brutto anno per i Keane, che decisero di interrompere l'attività dal vivo, segnati dalla sfiducia che prima segnò Scott e soprattutto per la mancanza di un contratto discografico. Tuttavia, nel dicembre dello stesso anno, i Keane decisero di ritornare ad esibirsi dal vivo nei locali di Londra e, proprio in uno di questi locali, il gruppo incontrò Simon Williams, produttore della Fierce Panda Records, lo stesso che scoprì anni prima i Coldplay. Williams offrì al gruppo la possibilità di registrare due singoli promozionali. Il 12 maggio 2003 venne pubblicato il singolo Everybody's Changing. Grazie all'attenzione ricevuta, i Keane ricevettero l'offerta di un contratto discografico ad ampio respiro con la Island Records, nell'estate del 2003. Prima di iniziare a lavorare per il loro album di debutto, i Keane registrarono il secondo singolo previsto nel contratto con la Fierce Panda, intitolato This Is the Last Time.

### Hopes and Fears(2004-2005)
Il 16 febbraio 2004, supportato da un videoclip promozionale, uscì quello che da molti viene considerato il vero primo singolo del gruppo, Somewhere Only We Know. Alla prima settimana, il singolo si piazzò alla terza posizione della Official Singles Chart. Il 3 maggio uscì il secondo singolo Everybody's Changing (già collaudato dall'esperienza con la Fierce Panda Records), il quale si piazzò alla quarta posizione nella classifica britannica. Il 10 maggio uscì il primo album in studio Hopes and Fears e il giorno successivo i Keane partirono per il loro primo tour mondiale, l'Hopes and Fears Tour, conclusosi il 4 ottobre 2005. L'album debuttò alla prima posizione e divenne l'album più venduto del 2004 nel Regno Unito, dietro all'omonimo album degli Scissor Sisters. Ad oggi, l'album ha venduto circa 5 milioni e mezzo di copie in tutto il mondo, venendo certificato nove volte disco di platino nel Regno Unito, dove rimase in classifica per 72 settimane.
Dopo l'uscita di altri due singoli di successo, Bedshaped (posizione n. 10) e This is the Last Time (posizione n. 18), nel febbraio del 2005 il gruppo vinse due BRIT Award, uno dei quali per il miglior album. Durante tutto il 2005, i Keane girarono per l'Europa, partecipando a molti festival estivi e a numerose iniziative ed eventi di beneficenza, il più importante dei quali è il Live 8. Il 3 maggio venne pubblicato l'EP Live Recordings 2004, che ripercorre le performance più belle della prima parte del tour mondiale. Il disco uscì in alcuni paesi europei, proprio come il quinto singolo Bend and Break, ma non nel Regno Unito. Durante la seconda parte del tour, furono presentati tre brani inediti, che saranno poi inseriti nell'album successivo: Nothing in My Way, Hamburg Song e Try Again. Ad agosto il gruppo sbarcò negli Stati Uniti d'America, dove l'album Hopes and Fears raggiunse la 45ª posizione nella Billboard 200.

### Under the Iron Sea(2005-2007)

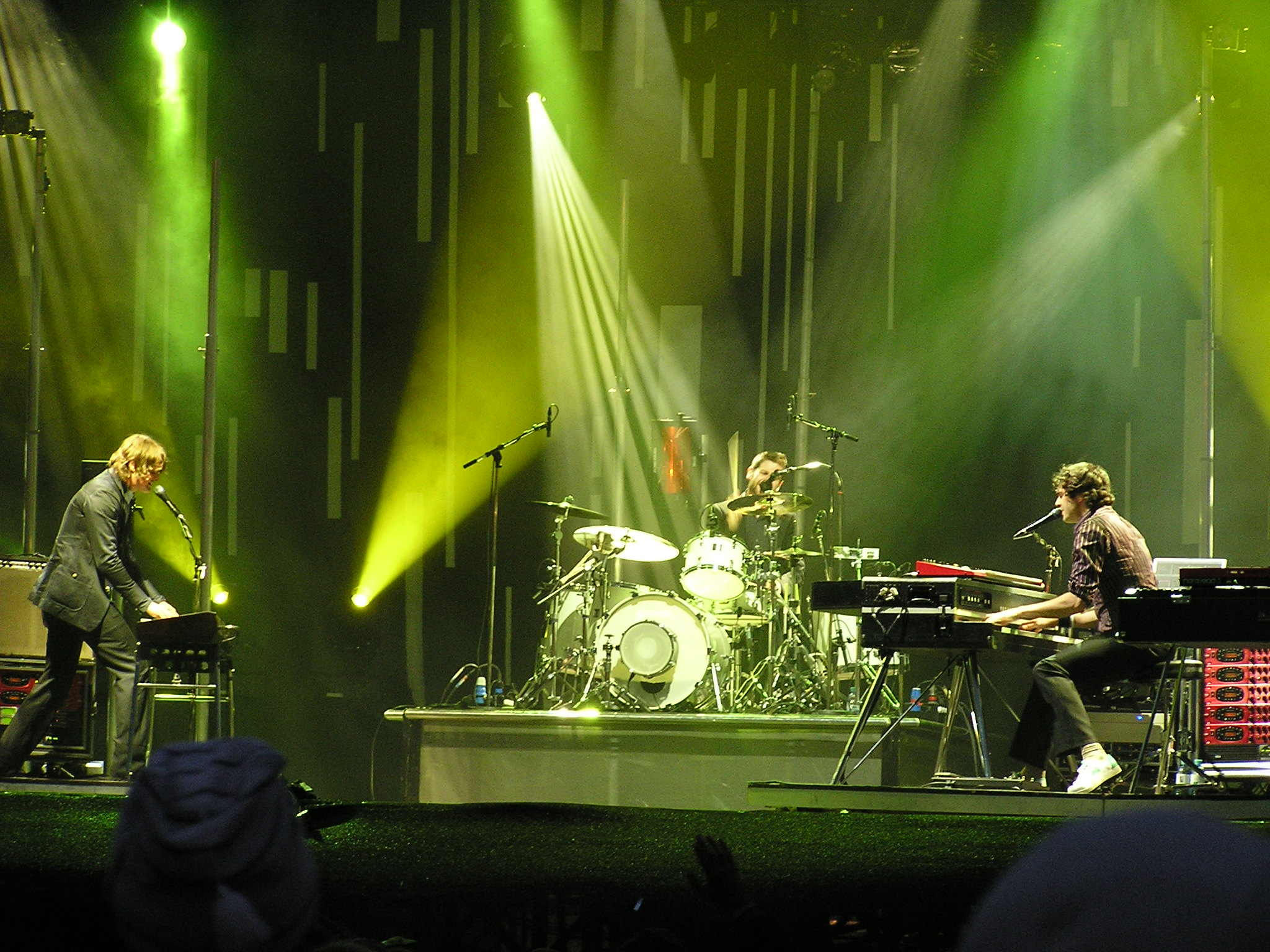
I Keane in concerto al Rock in Park nel 2006

Nell'aprile del 2005, nonostante gli impegni del tour, il gruppo iniziò la lavorazione del secondo album Under the Iron Sea con il produttore Andy Green. Le registrazioni si tennero nuovamente agli Helioscentric Studios e più tardi anche ai Magic Shop Studios di New York. Il gruppo rivelò il nome del nuovo album il 14 marzo 2006, attraverso un messaggio sul proprio sito web. Presentando un nuovo stile musicale attraverso i suoni della tastiera e abbandonando per molti versi le sonorità del pianoforte e le atmosfere del precedente album, Under the Iron Sea prende il suo nome dal terzo singolo Crystal Ball, riferendosi alle sensazioni di Rice-Oxley nei riguardi del gruppo e dell'amicizia con Chaplin; l'album viene presentato come una rappresentazione di un mondo fatato, incantato, ma allo stesso tempo triste e gotico.
L'uscita dell'album venne anticipata prima con l'uscita del video del primo singolo Atlantic (pubblicato digitalmente e su formato vinile) e dopo con l'uscita del secondo singolo Is It Any Wonder?, il quale raggiunse la terza posizione nella classifica britannica, eguagliando il risultato di Somewhere Only We Know. Il 12 giugno 2006 venne pubblicato il secondo album, Under the Iron Sea, il quale si piazzò direttamente alla prima posizione in Gran Bretagna e alla quarta negli Stati Uniti. I Keane intrapresero il loro nuovo tour mondiale, l'Under the Iron Sea Tour. Il 21 agosto esce il secondo singolo, Crystal Ball, che si piazza alla posizione numero 20; due giorni dopo, Chaplin decise di interrompere il tour cancellando alcuni concerti statunitensi ed entrare in una clinica di disintossicazione dall'alcool. Dopo due mesi di cure, il 6 ottobre, Chaplin lasciò la clinica londinese, più intento che mai a tornare a fare musica; il 17 ottobre i Keane ricominciarono il tour, con rinnovata energia e passione.
Il 30 ottobre uscì il terzo singolo Nothing in My Way, il quale si piazzò alla posizione numero 19 nel Regno Unito ed ottenne un ottimo successo in Messico, aprendo così ai Keane il mercato dell'America Latina. Inoltre Nothing in My Way fu impiegata come canzone di sottofondo nel videogioco FIFA 07. Intanto, in Germania, il brano Try Again fu scelto come tema portante del film One Way, oltre ad essere pubblicato come singolo nel gennaio 2007, esclusivamente in Germania. Nel Regno Unito, invece, il 27 gennaio 2007 venne pubblicato il quarto singolo A Bad Dream, il quale si piazzò alla posizione numero 23 e riportò tra i vertici delle classifiche l'album Under the Iron Sea. Nel frattempo i Keane proseguirono il loro tour, tornando negli Stati Uniti a gennaio, nel Regno Unito tra febbraio e marzo e preparandosi a conquistare i Paesi dell'America Latina con una serie di concerti ad aprile che avrebbero toccato il Messico, il Cile, il Brasile e l'Argentina. Il 7 luglio 2007 hanno partecipato al Live Earth nello Stadio di Wembley di Londra.

### Perfect SymmetryeNight Train(2008-2011)

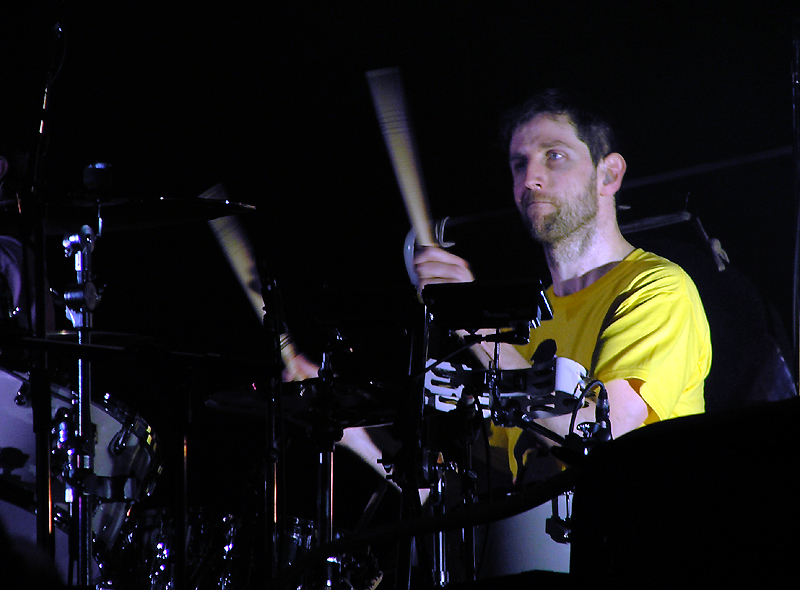
Richard Hughes

Nel luglio 2008, fu annunciata l'uscita del terzo album in studio dei Keane, Perfect Symmetry, pubblicato il 13 ottobre ed anticipato dal singolo Spiralling, reso inizialmente disponibile per il download gratuito a partire dal 4 agosto 2008. Nel novembre dello stesso anno iniziò il Perfect Symmetry World Tour. Nell'ottobre 2009 il gruppo ha prestato i brani Again and Again e Pretend That You're Alone al gioco PES 2010.
Il 24 settembre 2009, i Keane annunciarono la pubblicazione di un'edizione speciale del primo album Hopes and Fears, pubblicata il 9 novembre. Questa versione è costituita da un doppio CD contenente, oltre alla lista tracce originale, anche i primi singoli autoprodotti (Call Me What You Like e Wolf at the Door) e quelli pubblicati con la Fierce Panda Records (Everybody's Changing e This Is the Last Time), oltre anche al brano inedito Into the Light e registrazioni dal vivo in vari concerti.
Il 29 novembre 2009 venne annunciata la pubblicazione dell'EP Night Train, registrato durante il Perfect Symmetry World Tour. Il disco ha visto la partecipazione della MC giapponese Tigarath e del rapper canadese K'naan nei brani Looking Back e Stop for a Minute, quest'ultimo pubblicato il 5 aprile come unico singolo estratto dall'EP. Il brano inoltre è stato inserito nella playlist di Pro Evolution Soccer 2011.
Il 3 febbraio 2011 il gruppo annunciò l'entrata in formazione del bassista Jesse Quin, collaboratore in precedenza con il gruppo per la realizzazione di Perfect Symmetry e di Night Train. Il 13 aprile 2011 il gruppo si esibì di fronte alla Grande muraglia cinese su invito della fashion company Burberry.

### Strangeland(2012)
In un'intervista concessa alla rivista NME, il pianista Tim Rice-Oxley ha affermato che i Keane hanno ingaggiato Dan Grech-Marguerat alla produzione del quarto album in studio del gruppo; Grech-Marguerat, intervistato da Billboard, ha invece spiegato che il gruppo voleva "ritornare a scrivere i brani come hanno fatto nei primi due album", cercando pertanto di realizzare un disco che suonasse "ricco e semplice".
Il 27 febbraio 2012, il gruppo ha annunciato il titolo del quarto album in studio, ovvero Strangeland, e la data di pubblicazione, fissata al 7 marzo dello stesso anno. La copertina, invece, è stata rivelata il 5 marzo. Il disco è stato anticipato dai singoli Silenced by the Night nel Regno Unito e da Disconnected in Germania, Austria e Svizzera. Sovereign Light Café è stato annunciato come il secondo singolo internazionale ad essere estratto dall'album, venendo pubblicato per il download digitale il 19 luglio.
Il 18 settembre, i Keane hanno pubblicato nel solo formato vinile l'EP Upstairs at United - Vol. 5, i cui proventi sono stati devoluti alla Scott Johnson Bursary, un fondo istituito a favore dei giovani musicisti presso le scuole di Rotherham (Regno Unito); il 4 ottobre Disconnected è stato pubblicato a livello internazionale il terzo ed ultimo singolo estratto da Strangeland.

### The Best of Keanee la pausa (2013-2016)
Il 16 agosto 2013 i Keane hanno annunciato la pubblicazione della loro prima raccolta di successi, intitolata The Best of Keane e pubblicata l'11 novembre. La raccolta è stata anticipata dal singolo Higher Than the Sun, pubblicato il 27 settembre. Nella metà del mese di ottobre viene inoltre annunciato che la raccolta sarebbe stata l'ultima pubblicazione dei Keane, i quali hanno annunciato di prendersi una pausa a tempo indeterminato per dedicarsi a vari progetti paralleli, tra cui il progetto solista di Tom Chaplin e la collaborazione di Tim Rice-Oxley con altri artisti.
Nel mese di dicembre 2013 è stato annunciato come secondo ed ultimo singolo estratto dalla raccolta l'altro inedito Won't Be Broken, pubblicato per il download digitale il 20 gennaio 2014. Intorno allo stesso periodo il gruppo ha composto un brano inedito per il film Sette minuti dopo la mezzanotte del regista Juan Antonio Bayona per poi registrarlo nel gennaio 2016 tra Londra e Sussex. Intitolato Tear Up This Town, il brano è stato pubblicato per il download digitale il 23 settembre dello stesso anno ed è stato anticipato l'11 del medesimo mese dal relativo videoclip.

## Temi e stile musicale
Durante i primi anni di carriera, Tim Rice-Oxley e Dominic Scott erano i compositori principali dei brani. Quando Scott abbandonò il gruppo, Rice-Oxley ne divenne il compositore principale. Tuttavia, Rice-Oxley accredita il resto del gruppo in tutti i brani, in modo tale che i diritti d'autore dei brani siano condivisi. Durante i primi anni, molti brani trattavano tematiche quali amore o relazioni d'amore interrotte (come ad esempio i brani She Has No Time e On a Day Like Today). Tuttavia, altri temi – come la relazione d'amicizia tra Rice-Oxley e Chaplin – sono emersi nella maggior parte dei brani più recenti: ad esempio, i brani Is It Any Wonder? e A Bad Dream parlano della guerra, Better Than This e Clear Skies affrontano l'impatto di essere una celebrità mentre Perfect Symmetry è una critica rivolta alle violenze religiose.
I Keane sono inoltre noti per essere conosciuti come "il gruppo senza chitarre", a causa della maggior parte dei brani impostati sul pianoforte. Tuttavia, il gruppo è solito usare delay e distorsioni con il pianoforte, creando suoni particolari non immediatamente riconducibili al pianoforte. La distorsione di pianoforte di Rice-Oxley è stata fondamentale per la maggior parte dello stile poliedrico dei Keane, che varia dall'hip hop in Dirtylicious fino alla musica dance in Tyderian. A partire dal 2006 il gruppo ha introdotto le chitarre durante i concerti, per poi impiegarle in gran parte dei brani presenti nelle pubblicazioni successive a Under the Iron Sea.
I Keane inoltre hanno reinterpretato brani di artisti quali U2, Rufus Wainwright, Depeche Mode, Genesis, The Beatles, The Cult e i Queen.

## Formazione
Attuale
- Tom Chaplin – voce, chitarra acustica ed elettrica (1997-presente)
- Tim Rice-Oxley – pianoforte, tastiera, sintetizzatore, basso, cori (1997-presente)
- Jesse Quin – basso, percussioni, tastiera, cori (2011-presente)[33]
- Richard Hughes – batteria, percussioni, cori (1997-presente)

Ex componenti
- Dominic Scott – chitarra elettrica, cori (1997-2001)

## Discografia
- 2004 – Hopes and Fears
- 2006 – Under the Iron Sea
- 2008 – Perfect Symmetry
- 2012 – Strangeland
- 2019 – Cause and Effect

## Tournée
- 2004/05 – Hopes and Fears Tour
- 2006/07 – Under the Iron Sea Tour
- 2008/09 – Perfect Symmetry World Tour
- 2010 – Night Train Tour
- 2012/13 – Strangeland Tour

## Riconoscimenti
| Anno | Premio              | Categoria                                                   | Paese       |
| ---- | ------------------- | ----------------------------------------------------------- | ----------- |
| 2004 | Premios Onda        | Miglior gruppo internazionale (con Hopes and Fears)         | Spagna      |
| 2004 | Q Awards            | Miglior album (con Hopes and Fears)                         | Regno Unito |
| 2004 | Ivor Novello Awards | Compositore dell'anno (Tim Rice-Oxley)                      | Regno Unito |
| 2005 | BRIT Award          | Miglior album (con Hopes and Fears)                         | Regno Unito |
| 2005 | BRIT Award          | Miglior passo in avanti per un gruppo (con Hopes and Fears) | Regno Unito |
| 2006 | GQ Awards           | Gruppo dell'anno (con Under the Iron Sea)                   | Regno Unito |
| 2008 | Q Awards            | Miglior canzone (con Spiralling)                            | Regno Unito |
| 2012 | Q Awards            | Miglior video (con Disconnected)                            | Regno Unito |